# Farseth
Pharseth (en népalais : फर्सेथ) est un comité de développement villageois du Népal situé dans le district de Saptari. Au recensement de 2011, il comptait 3 515 habitants.